# 장미공원 (원주)
장미공원은 강원특별자치도 원주시에 위치한 근린공원이다. 원주단계지구택지개발사업이 시행되며 조성되었으며, 원주종합버스터미널 인근에 위치한다. 1995년 원주시와 원주군의 통합을 기념하며, 시의 상징인 장미를 식재하고 장미공원이라 이름 붙인 것에서 출발하여, 야외무대, 산책로, 각종 체육시설이 구비되어 있다.
5월 말에서 6월 초, 이 곳에서 장미축제가 개최된다.

## 사진

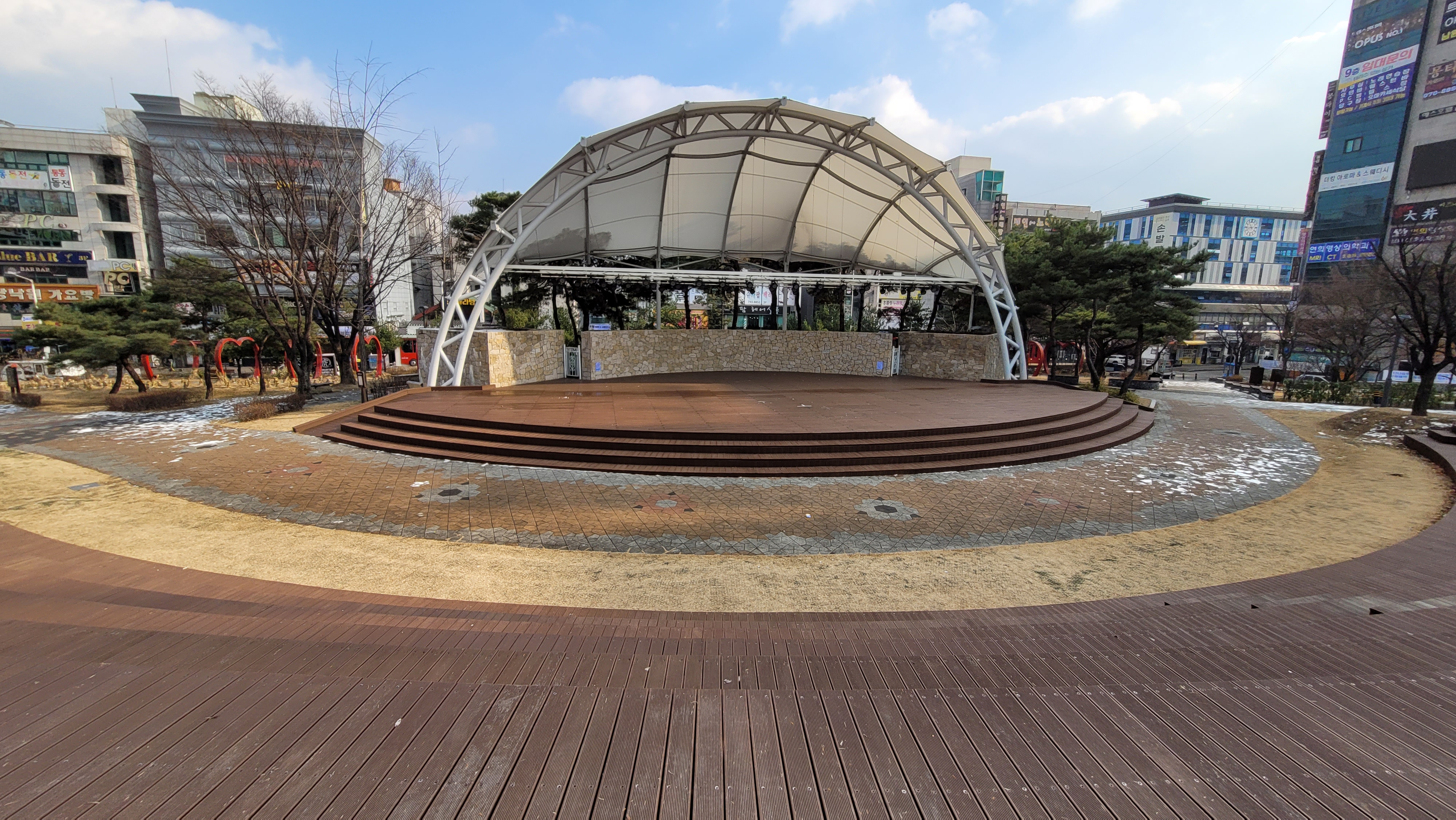
공원 내 야외공연장.
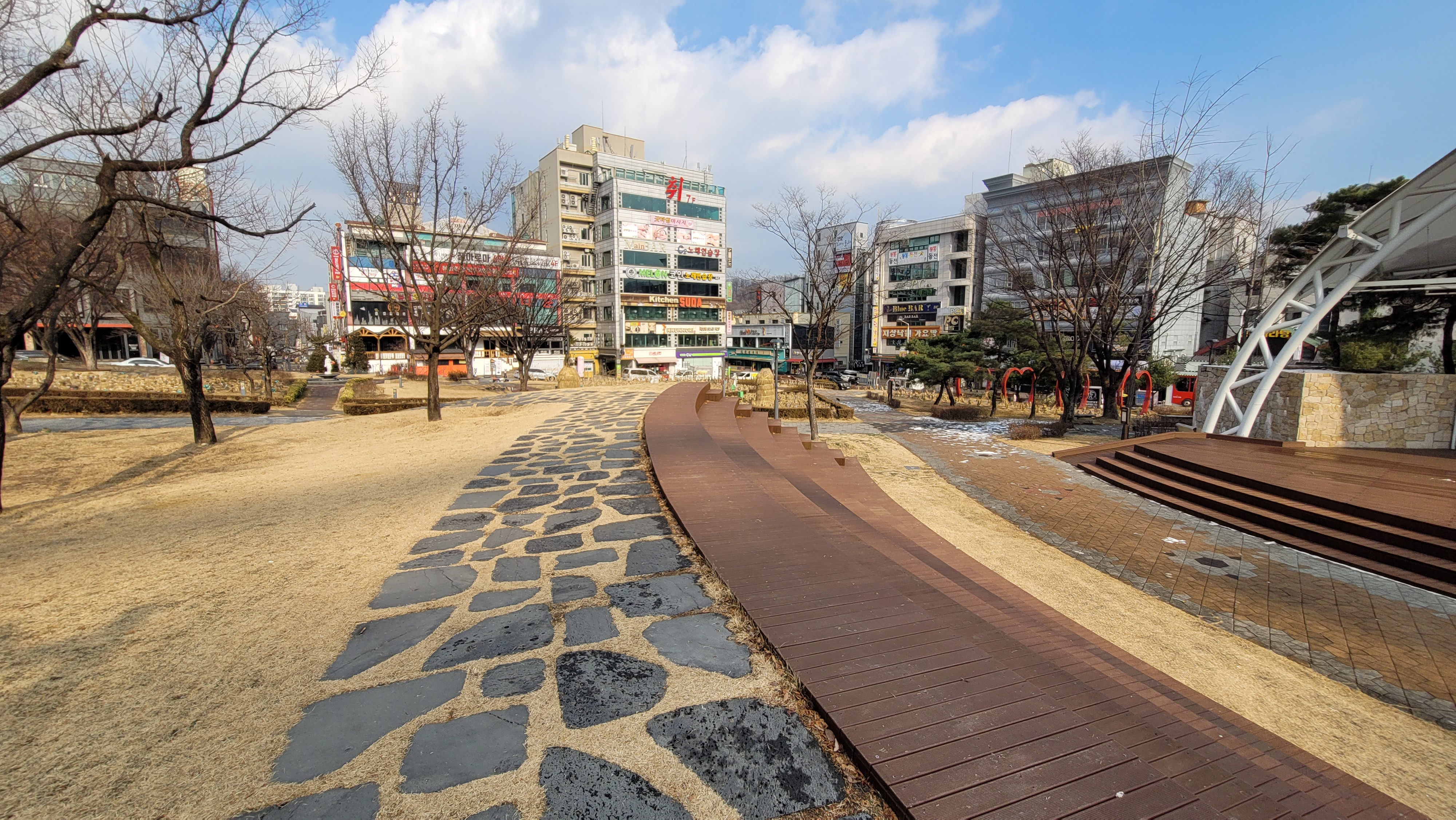
야외공연장에서 바라본 전경.
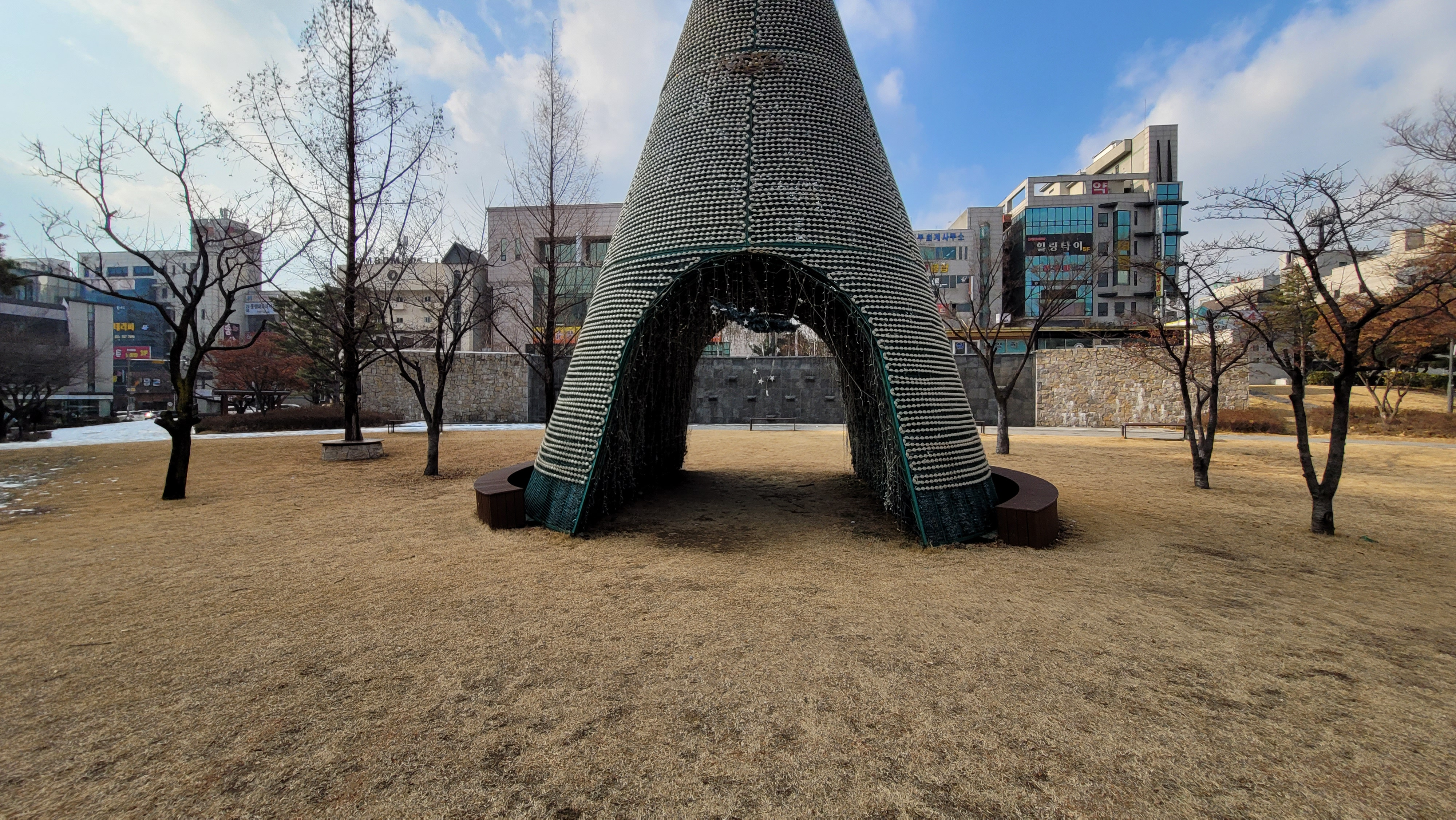
공원 내 장식물.
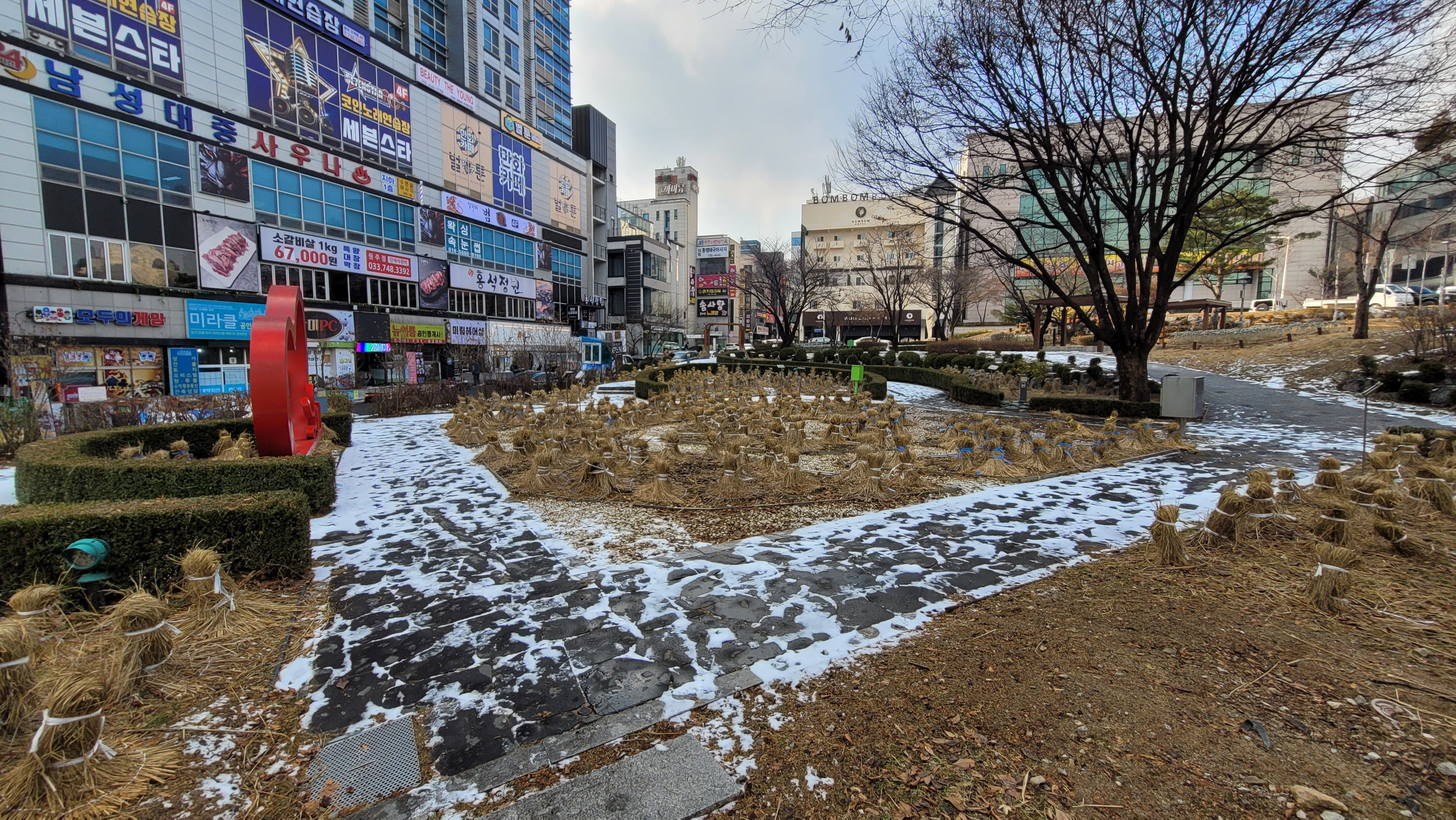
공원 남쪽 장미원.